# Europees Jaar
Een Europees Jaar is eigenlijk een zogeheten themajaar oftewel een jaar in het kader van een actueel of aansprekend thema dat door Europese- of internationale organisaties als de Europese Unie of de Raad van Europa als zodanig wordt vastgesteld.
In Nederland of België wordt daar veelal op ingehaakt, soms ook zijn er eigen nationale themajaren.

## Themajaar
Op Themajaar is een overzicht te vinden van (inter-)nationale en Europese themajaren te vinden.

## (Inter-)nationale themadagen en -weken
Op Nederlandse (inter)nationale themadagen en -weken is een overzicht te vinden van (inter-)nationale themadagen en -weken in Nederland vanuit internationaal verband (Verenigde Naties, Europees verband (Europese Unie, Raad van Europa) en nationaal verband (Nederlandse overheid, niet-gouvernementele organisaties (NGO's), bedrijfsleven en anderen. 
Er zijn ook specifieke Europese themadagen en -weken.
(De themadagen en -weken dienen niet verward te worden met de feest- en gedenkdagen). 

## Achtergrond
In Europees verband wordt een jaar als Europees Jaar aangewezen om een actiethema of een bepaald onderwerp onder de aandacht van de Europese burgers en de regeringen van de lidstaten te brengen. Het gaat om zeer uiteenlopende thema's, die voor de Europese instellingen en de lidstaten echter allemaal belangrijke aandachtspunten zijn (zie hieronder voor de volledige lijst).
Voor elk Europees Jaar wordt op Europees en op nationaal niveau een bewustmakingscampagne gevoerd. De actiethema's worden jaren van tevoren vastgesteld. Alles wordt in het werk gesteld om het welslagen van de campagne te verzekeren.

## Actualiteit

### 2018
Europees Jaar van het Cultureel Erfgoed

### 2015
Europees Jaar voor ontwikkeling

### 2013
Europees Jaar van de burger

### 2012
Europees Jaar van actief ouder worden en solidariteit tussen de generaties

### 2011
Europees jaar van het vrijwilligerswerk

### 2010
Europees Jaar van de strijd tegen (sociale) uitsluiting en armoede

### 2009
Europees Jaar voor creativiteit en innovatie

### 2008
Europees Jaar van de interculturele dialoog 

### 2007
Europees Jaar van Gelijke Kansen voor Iedereen

### 2006
Europees Jaar voor de mobiliteit van werknemers

### 2005
Europees Jaar van Burgerschap door Onderwijs en Vorming

Het actiethema voor 2005 is burgerschap door onderwijs en vorming. Doel is in heel Europa projecten op te zetten om de rol van het onderwijs in het aanleren van de democratie te beklemtonen. Voor dit grootscheepse initiatief zijn aanzienlijke financiële, menselijke en technologische middelen ingezet.

## Verwante onderwerpen
- Europa
- Themajaar
- Nederlandse (inter)nationale themadagen en -weken
- Feest- en gedenkdagen
- Evenement